# Грюо, Жан
Жан Грюо́ (фр. Jean Gruault; 3 августа 1924, Фонтене-су-Буа, бывший департамент Сена (ныне — департамент Валь-де-Марн), Франция — 8 июня 2015, Париж — французский киносценарист, драматург и продюсер.

## Биография
Родился в пригороде Парижа. Недолго учился в семинарии, некоторое время пробыл членом коммунистической партии, после чего увлёкся театром и кинематографом. Выступал в небольших театрах в качестве актёра, одновременно писал статьи для журнала Cahiers du cinéma и участвовал в работе различных киноклубов в Латинском квартале, где познакомился со многими будущими звёздами «новой волны».
Первый сценарий написал для фильма Жака Риветта «Париж принадлежит нам» (1958). Спустя три года Франсуа Трюффо познакомил его с Роберто Росселлини, для которого Грюо написал сценарий к фильму «Ванина Ванини» (1961) по мотивам рассказа Стендаля, в котором также исполнил одну из ролей. В дальнейшем сотрудничество с итальянским режиссёром повторится для фильма «Приход к власти Людовика XIV» (1966).
Следующим сценарием, написанным Жаном Грюо, был сценарий для фильма Франсуа Трюффо «Жюль и Джим» (1961) — история о любви и дружбе на основе романа Анри-Пьра Роше. При работе над сценарием соратниками была применена особая метода, которая затем была повторена на следующих совместных фильмах: Грюо брал за основу литературное произведение, перерабатывал его в сценарий, после чего отправлял по почте Трюффо. Тот, получив рукопись, отмечал моменты, которые ему не нравились, и высылал их назад сценаристу, который готовил вторую версию — и так много раз. Из сценариев Трюффо безжалостно вычёркивал всё, что называл «повседневными диалогами». В дальнейшем совместная работа с Трюффо повторилась ещё четырежды в 1960—70-х годах: сотрудничество состоялось в фильмах «Дикий ребёнок» (1969), в котором рассказывалась настоящая история найденного в 1790 году в лесу французского «маугли», «Две англичанки и „Континент“» (1971) по ещё одному роману Роше, «История Адели Г.» на основе дневников дочери Виктора Гюго (1975) и «Зелёная комната» (1978), написанная по двум рассказам Генри Джеймса.
В 1963 году Грюо пишет сценарий для фильма «Карабинеры» — антивоенной картины, которая окажется единственным его опытом работы с Жаном-Люком Годаром. В 1966 году заканчиваются съёмки ещё одного фильма Жака Риветта по сценарию Грюо — «Монахиня». Из-за антиклерикализма и содержащихся в фильме лесбийских сцен фильм сначала не выпускают на экраны, несмотря на то, что он достаточно точно повторяет классическое произведение Дени Дидро, написанное ещё в XVIII веке.
1980-е году прошли для Жана Грюо под знаком сотрудничества с Аленом Рене. Стиль работы Рене в чём-то был противоположным относительно стиля Трюфо: по мнению режиссёра, у каждого персонажа, даже эпизодического, должна была быть своя биография. Соответственно, Жан Грюо сочинял совместно с режиссёром прошлое каждого героя, что помогало составить его характер на экране. Для Рене было написано три сценария: «Мой американский дядюшка» (1980) — сатира на французскую жизнь, где поведение людей сравнивается с поведением животных, комедия «Жизнь — это роман» (1983) и «Любовь до смерти» (1984). Фильм «Мой американский дядюшка» ждал ошеломительный успех. В 1980 году сценарий был номинирован на «Оскар», что редко случается с фильмами не на английском языке. На следующий год — номинация на главную французскую кинопремию «Сезар» и получение очень престижной итальянской премии «Давид ди Донателло».
В 2015 году, незадолго до своей смерти, Жан Грюо снова оказался в центре внимания кинообщественности — в конкурсной программе Каннского кинофестиваля был представлен фильм Валери Донзелли «Маргарита и Жюльен», снятый по написанному Жаном Грюо ещё в начале 1970-х годов сценарию — он был представлен Франсуа Трюффо, но так никогда и не был реализован.
Жаном Грюо также были написаны несколько пьес и литературных произведений, в частности, изданная в 2007 году автобиография «То, что говорит другой» (фр. Ce que dit l'autre).

## Фильмография
| Год  |     | Русское название               | Оригинальное название                      | Примечание            |
| ---- | --- | ------------------------------ | ------------------------------------------ | --------------------- |
| 1957 | кор | Утомлённые                     | Les Surmenés                               | актёр                 |
| 1958 | ф   | Париж принадлежит нам          | Paris nous appartient                      | автор сценария        |
| 1961 | ф   | Ванина Ванини                  | Vanina Vanini                              | автор сценария, актёр |
| 1961 | ф   | Жюль и Джим                    | Jules et Jim                               | автор сценария        |
| 1963 | кор | Дама сердца                    | La Demoiselle de cœur                      | актёр                 |
| 1963 | ф   | Карабинеры                     | Les Carabiniers                            | автор сценария, актёр |
| 1964 | ф   | Деньги от призрака             | La Redevance du fantôme                    | автор сценария        |
| 1965 | тф  | Тайна жёлтой комнаты           | Le Mystère de la chambre jaune             | автор сценария        |
| 1966 | ф   | Монахиня                       | Suzanne Simonin, la religieuse de Diderot  | автор сценария        |
| 1966 | тф  | Приход к власти Людовика XIV   | La Prise du pouvoir par Louis XIV          | автор сценария        |
| 1969 | ф   | Дикий ребёнок                  | L'enfant sauvage                           | автор сценария        |
| 1971 | ф   | Две англичанки и «Континент»   | Les Deux Anglaises et le Continent         | автор сценария        |
| 1975 | ф   | История Адели Г.               | L'Histoire d'Adèle H.                      | автор сценария        |
| 1975 | ф   | Мессия                         | Il messia                                  | автор сценария        |
| 1978 | ф   | Зелёная комната                | La Chambre verte                           | автор сценария        |
| 1979 | ф   | Сёстры Бронте                  | Les Soeurs Brontë                          | автор сценария        |
| 1980 | ф   | Мой американский дядюшка       | Mon Oncle d'Amérique                       | автор сценария        |
| 1983 | ф   | Жизнь — это роман              | La Vie est un roman                        | автор сценария        |
| 1984 | ф   | Любовь до смерти               | L'Amour à mort                             | автор сценария        |
| 1985 | ф   | Тайна Алексины                 | Le Mystère Alexina                         | автор сценария        |
| 1986 | ф   | Золотые восьмидесятые          | Golden Eighties                            | автор сценария        |
| 1989 | ф   | Австралия                      | Australia                                  | автор сценария        |
| 1992 | ф   | Я думаю о вас                  | Je pense à vous                            | автор сценария        |
| 1994 | ф   | Лодка супружества              | Le Bateau de mariage                       | автор сценария        |
| 1995 | тф  | Вот кино, или роман Шарля Пате | V'la l'cinéma ou le roman de Charles Pathé | автор сценария        |
| 1995 | с   | Красивая эпоха                 | Belle Epoque                               | автор сценария        |
| 2007 | док |                                | Mafrouza : Oh la nuit !                    | продюсер              |
| 2010 | док |                                | Mafrouza : Cœur                            | продюсер              |
| 2010 | док |                                | Mafrouza : Que faire?                      | продюсер              |
| 2010 | док |                                | Mafrouza : La main du papillon             | продюсер              |
| 2010 | док |                                | Mafrouza : Paraboles                       | продюсер              |
| 2015 | ф   | Маргарита и Жюльен             | Marguerite & Julien                        | автор                 |

Источник: AlloCiné. Руские названия даны по сайту Кинопоиск.ру

## Награды и номинации
| Год  | Название                   | Награда                | Категория                                       | Результат |        |
| ---- | -------------------------- | ---------------------- | ----------------------------------------------- | --------- | ------ |
| 1980 | «Мой американский дядюшка» | Оскар                  | Лучший оригинальный сценарий                    | Номинация | [ 8 ]  |
| 1981 | «Мой американский дядюшка» | Сезар                  | Лучший оригинальный или адаптированный сценарий | Номинация | [ 9 ]  |
| 1981 | «Мой американский дядюшка» | Давид ди Донателло     | Лучший сценарий иностранного фильма             | Победа    | [ 10 ] |
| 2015 | Маргарита и Жюльен         | Каннский кинофестиваль | Конкурсный показ                                | Номинация | [ 11 ] |